# Кызылнура
Кызылнура́ — одна из высочайших вершин (3267 м) в отрогах Чаткальского хребта западного Тянь-Шаня, расположенная в центре Ташкентской области Узбекистана к востоку от Ташкента и на юго-юго-запад от Большого Чимгана.

## Описание
Расположена на границе Чаткальского государственного биосферного заповедника, который занимает юго-западные склоны этой горной вершины. На вершине установлен триангуляционный знак.
Название вершины возможно происходит от тюркских слов «кызыл» — красный и «нур» — луч. Горную вершину слагают красные породы гранитоидного состава, отчего в лучах вечернего солнца, особенно во второй половине лета — начале осени, когда на вершине практически не остается снега, Кызылнура выделяется ярко красным особняком среди окружающих её вершин и хребтов.

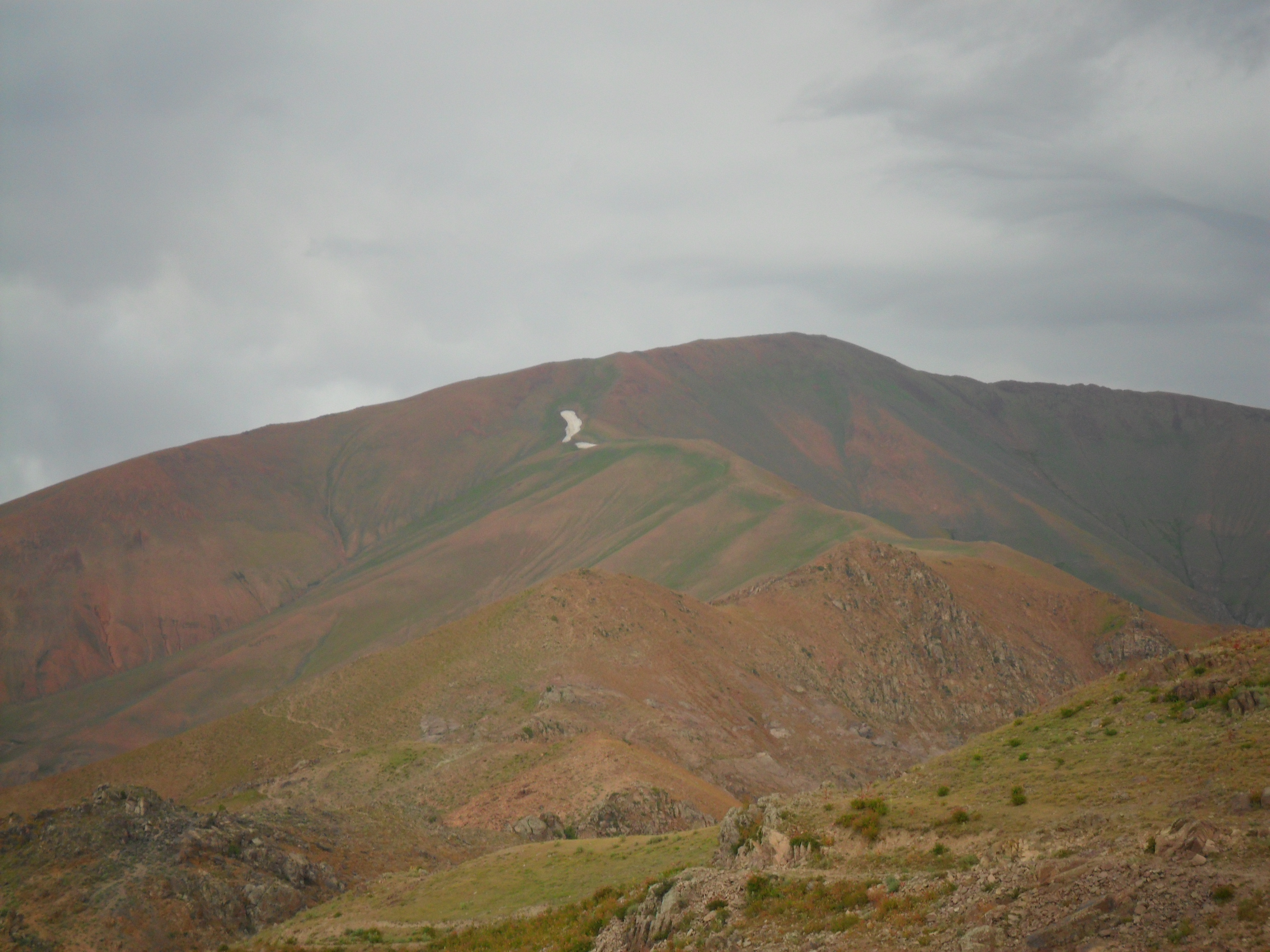
Вид на гору Кызылнура со стороны Паркентсая

Кызылнура - двуглавая гора, истинная вершина высотой 3289 метров находится в 2-3 километрах от горы, которую принято считать Кызылнурой.
Хорошо узнаваемый профиль горы делают Кызылнуру одной из двух (наряду с Большим Чимганом) вершин, чаще всего наблюдаемых с территории Ташкента (направление на восток).
С отрогов Кызылнуры берут своё начало реки Паркентсай, Каинсай, Башкызылсай и некоторые притоки Аксакатасая (Кашкасу, Чириксай).

## Туризм

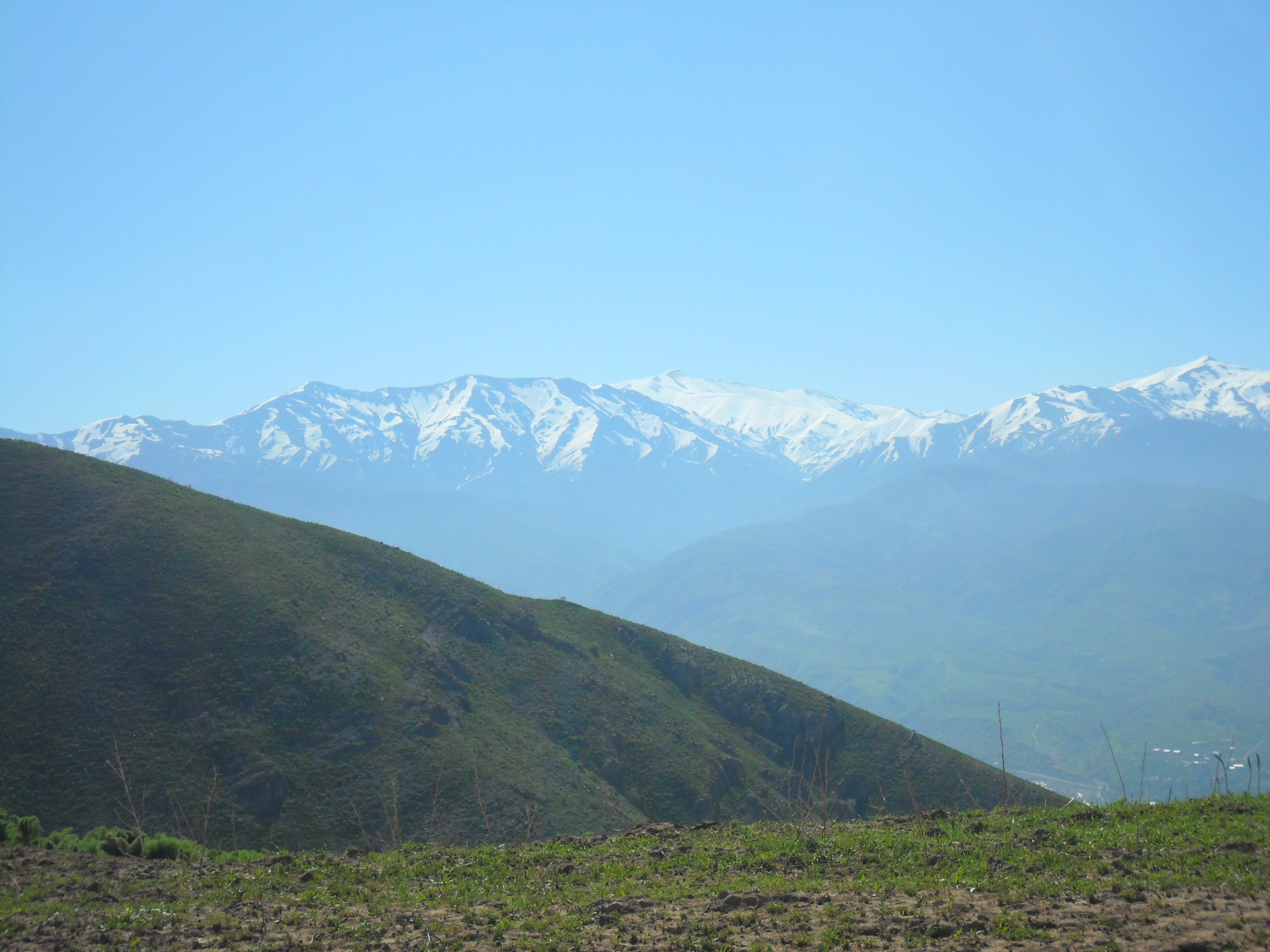
Вид на вершину Кызылнуры с хребта Сюрената

Через вершину Кызылнуры проходят туристические тропы. Наиболее удобным маршрутом для восхождения является путь со стороны зоны отдыха Кумышкан через гору Хавля (по левому склону долины Паркентсая). До границы Чаткальского заповедника (примерно 2600 метров над уровнем моря) проходит широкая скотогонная тропа с малым градиентом подъёма. Далее путь продолжается по тропе и бездорожью по границе заповедника. Другим вариантом маршрута является путь через хребет Учташ (по правому склону долины Паркентсая), на котором троп меньше. Интересен в туристическом плане траверс вершин Кызылнура-Реваш с последующим выходом в Янгиабад и Кызылнура-Каракуш по границе заповедника.